# Нарынковский сельский округ
Нарынковский сельский округ — упразднённая административно-территориальная единица, существовавшая на территории Клинского района Московской области в 1997—2006 годах.
Нарынковский сельский округ был образован 23 апреля 1997 года в составе Клинского района Московской области. В его состав вошли посёлок Нарынка (бывший Клин-10, жилой посёлок при воинской части), а также деревня Денисово и посёлок дома отдыха «Высокое», переданные из Нудольского с/о.
В ходе муниципальной реформы 2004—2005 годов Нарынковский сельский округ прекратил своё существование как муниципальная единица. При этом его населённые пункты были переданы в сельское поселение Нудольское.
29 ноября 2006 года Нарынковский сельский округ исключён из учётных данных административно-территориальных и территориальных единиц Московской области.